# 賈斯德
賈斯德（德語：Karl Stähli，1937年2月7日—2017年3月18日），白冷外方傳教會神父，長年在布農族地區傳教，並對布農族兒童教導布農族語。

## 生平

### 學習傳教
1937年2月7日，賈斯德生於瑞士弗盧姆斯，國民教育畢業後在家工作，1958年加入白冷會，1964年晉鐸後在家鄉服務。白冷會自1954年起陸續派會士至東臺灣，他則是1967年10月10日抵達臺灣，在新竹市華語學校學習中華民國國語。

### 臺東傳教
1969年，賈斯德至臺東縣太麻里鄉大溪天主教堂擔任主任司鐸。當時他透過該堂信徒柯惠譯，分發非洲一種青色的小石頭，說被遭蛇咬，可以解毒，而吸引方豪撰文介紹此種石頭在明末時就已由方濟會的石振鐸帶來中國。
賈斯德每三年會回瑞士。1972年，他回瑞士服務，次年到馬尼拉東亞牧靈學院進修，1974年再回到臺東，在鹿野鄉、關山鎮擔任主任司鐸，從事對布農族的傳教工作。
賈斯德在關山期間，結識了在關山鎮服務的台灣基督長老教會牧師盧俊義。當時臺東的基督新教的長老教會與天主教的白冷教會信友間關係不融洽，白冷會修女馬惠仁就被長老會的原住民教友喚為「魔鬼」。一次賈斯德就是把海端鄉利稻村落天主堂倉庫中，由長老教會胡文池牧師翻譯的布農語新約聖經送給利稻長老教會信徒，結果被利稻天主堂青年不解地問何要把聖經送給長老教會。為了化解兩教會的代溝，1977年12月24日耶誕夜，盧俊義與白冷會的賈斯德、蘇德豐、葛德等神父，一起在關山天主教堂舉行過聯合聖誕夜感恩禮拜，當夜奉獻捐全部贈給關山天主教醫院。

### 高雄傳教
1980年，賈斯德再赴馬尼拉進修，次年回瑞士三年，1985年調至高雄縣六龜鄉。同年，受派到高雄縣桃源鄉布農族部落天主堂工作，這讓他後來得以說得一口流利的布農族語。布農語也是桃源鄉卡那卡那富族和三民鄉拉阿魯哇族通用語言，兩族各自的卡那卡那富語與拉阿魯哇語不能互通。當時中華民國政府正全面推行國語運動，賈斯德卻以七年時間編譯布農語版《聖經》，還花了超過七年的時間，親自編寫一本布農族語字典。巴黎外方传教会的杜愛民也編有布農語字典，但卻是花蓮一帶的方言，和台東、南投等地有差。盧俊義說賈神父可說是繼胡文池之後，布農語說得最好的。
天主教對高雄山區的傳教，早於1958年由道明會西班牙籍戴德剛神父以六龜鄉為據點，逐漸遍及附近的桃源鄉、茂林鄉、三民鄉等三個山地鄉，但因傳教人力不足，除了桃源鄉梅山部落有大批天主教信徒外，其他山區部落的信徒不是很多。賈斯德以桃源村的聖方濟教會為基地，還兼管高中天主堂、梅山天主堂及三民鄉的民生聚會所，每月驅車奔走於南橫山區的梅山、寶山等部落，有時在教會的要求下，也前往三民鄉、屏東縣霧台鄉，甚至遠赴南投縣信義鄉、臺東縣海端鄉等部落，傳教足跡幾乎與布農族的分布區域重疊。
桃源鄉梅山村村民吳志萍回憶：賈神父在梅山村傳教超過三十年，他在村內戴著原住民的頭飾、穿原住民的服飾、還會講布農族的語言，更常為村內的人排解糾紛，村裡的喜慶，也都會參加，完全融入了原住民的生活，在村內說話一言九鼎、德高望眾，他說什麼，村裡的人都會聽。村內的長老還為賈神父取了一個原住民名字叫「海叔兒」。
賈斯德曾說台灣人對他就像的家人，有人曾在他生病時走六小時路送藥給他，讓他活命。2003年10月18日，白冷教會在台東市寶桑國小舉行來臺灣五十周年慶，由縣長徐慶元頒贈榮譽縣民證書給魏主安、吳若石、葛德、于惠霖、李懷仁、賈斯德六位神父及歐思定、傅義、薛弘道、林志柔四位修士。
2009年八八風災，8月18日，桃源鄉還有百餘布農族人仍堅持留在山上，除至山下在旗山國中避難的村民苦勸外，連村民很熟的朱修女都加入苦勸要他們趕緊下，但沒用，只好找來他們信得過的賈斯德來勸說。因這些人對政府不信任，怕被迫遷村而失去祖先留下給他們的土地。這天下午，原本要回瑞士的賈斯德從澳門返回臺灣，打電話說服村民。在成功叫村民下山後，他陪著梅山村、桃源村、寶山村災民們，住在高雄市天主教救世主堂，一起生活、禱告，用布農族語與族人交談，安撫他們受驚嚇的心靈。2011年12月4日，高雄市原住民事務委員會在義守大學學生活動中心舉辦詩歌詠讚音樂會，那瑪夏、桃源、茂林等地區六百多名原住民及二十多個教會參與，感謝賈斯德在風災的協助。

### 教授母語
賈斯德傳教之餘，部落青少年還被依年齡區分為數個活動區塊，在教堂大廳內唱詩歌、後側教室進行課輔及母語教學，及教堂外戶外廣場的球類等各式活動。隨著布農族愈少人會說母語，當日後政府推行母語教學時，反而有勞這位他這位瑞士人到學校教學童布農語。2001年起，臺灣地區的國小一年級學童開始實施鄉土語言教學，但高雄縣因原住民文化流失，使得母語教學師資及教材編纂面臨很大困境。賈斯德認為母語是族群的根，了解了根，就會了解自己的祖先。至2014年時，他還在小學兼差教導布農族語。除布農族母語教學外，他也教導布農神話傳說等，因認為部落神話傳說雖具地方巫術色彩，但傳教士要尊重地方傳統，地方人也才會尊重傳教工作。

### 患癌去世
2016年，賈斯德發現得到肺腺癌，且蔓延到全身，雖然盧俊義建議北上到和信醫院檢查治療，但他說不想離開布農族人太遠，寧願在鄰近就醫。2017年3月18日清晨1點30分許，賈神父病逝於高雄天主教聖功醫院。骨灰安置於成功鎮鄰近的小馬天主堂白冷會墓園。